# ریوکو سایتو

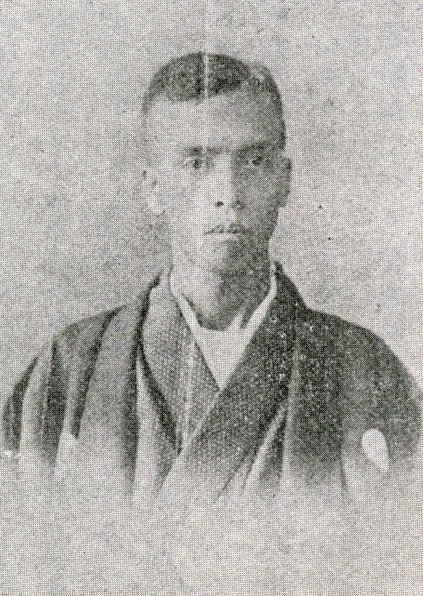

ریوکو سایتو (به ژاپنی: ‎斎藤緑雨 (さいとう・りょくう)‎، Saito Ryokuu)‏ (۳۱ دسامبر ۱۸۶۸ - ۱۳ آوریل ۱۹۰۴) نویسنده و منتقد ادبی ژاپنی بود.
سایتو در شهر سوزوکا در استان میه متولد شد. در ۱۰ سالگی به توکیو رفت و در آنجا وارد دانشکده حقوق میجی (اکنون دانشگاه میجی) شد.